# Пинцгауская лошадь
Пинцгауская (нем. Der Noriker (Pinzgauer)) — порода лошадей-тяжеловозов из Австрийских Альп, также называется норикийской по римской провинции Норик (пинцгауэрской, пинцгауэр — по названию исторической области Пинцгау, территория которого практически совпадает с территорией современного округа Целль-ам-Зе (нем. Bezirk Zell am See) — округ в Австрии. Центр округа — город Целль-ам-Зе. Округ входит в федеральную землю Зальцбург Пинцгау — один из пяти гау федеральных земель Австрии.

## История
Норийская лошадь имела в доисторическую эпоху двух представителей: одного мелкого, другого крупного типа. Полагают, что от первого произошли современные пони и мелкая туземная порода лошадей северных Европейских государств, а от второго — тяжеловозы Средней Европы.
Пинцгауская признаётся наиболее древней сельскохозяйственной породой лошадей. Туземна в Зальцбургских Альпах (Восточные Альпы), бывшая римская провинция Норик (Noricum), приблизительно нынешние Австрия, Штирия, Каринтия и Зальцбург,, от имени которой западные породы лошадей и получили нарицательное название — норийских.
Лошадь имеет раздвоенный круп, довольно массивна, весом до 1 400 фунтов, рост четыре — 6 вершков. Рубашка чрезвычайно своеобразная — тигровая или пятнистая серовато-красных оттенков. Голова без отметин, темнее туловища, отсюда название Mohren-Köpfe — негроголовки. Грива и хвост курчавы. Порода не имеет особого значения как по своей малочисленности, так и по некоторым недостаткам (порочная постановка ног и нередко малая сбитость корпуса).

## Хозяйственное значение и применение

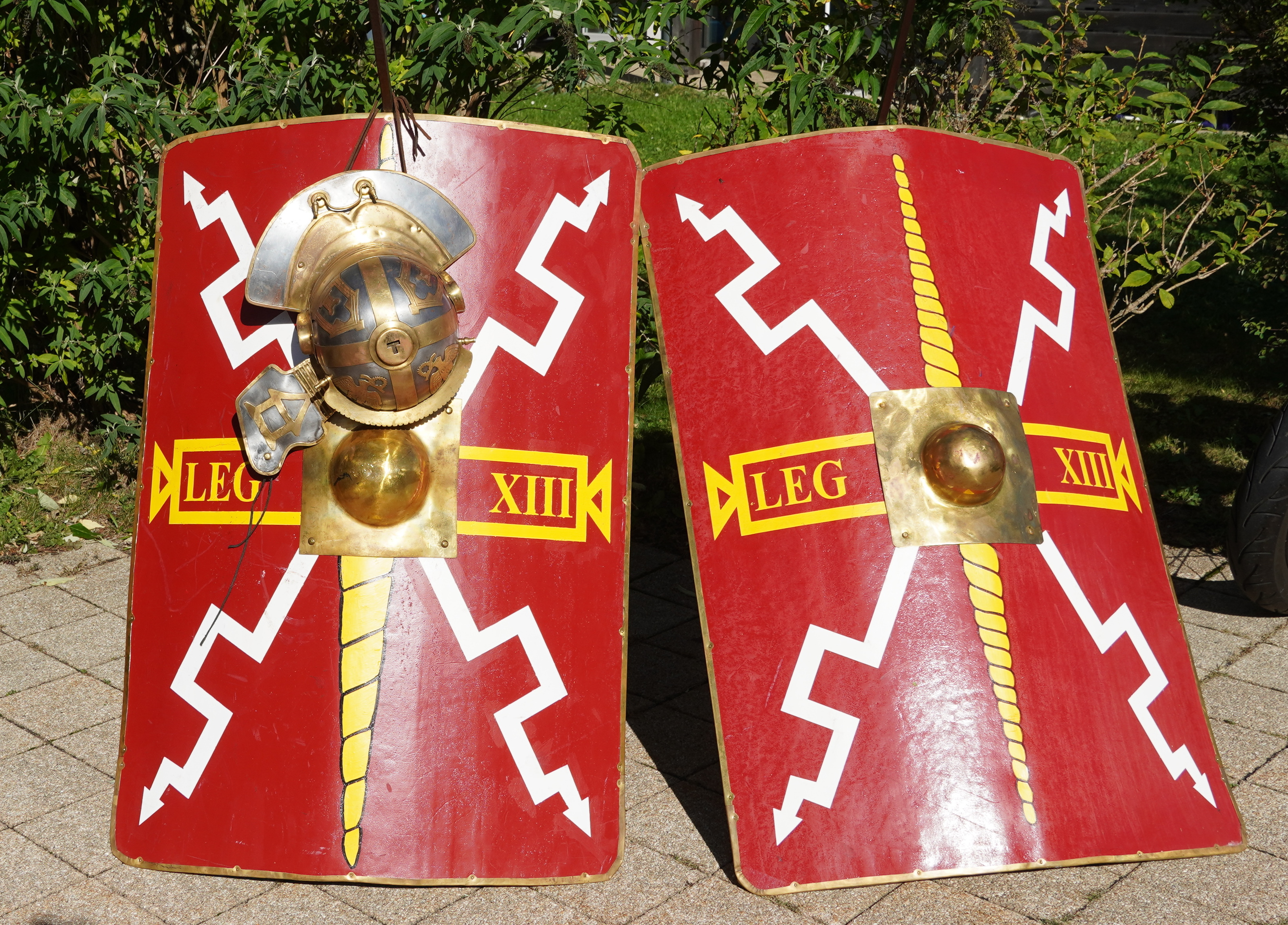
Кельтский рынок 24 сентября. 2023, Мюльдорф (Каринтия), округ Шпитталь-ан-дер-Драу, Каринтия, Австрия, ЕС

В XIX веке эту породу в качестве тягловой силы использовала Конная железная дорога Ческе-Будеёвице — Линц